# Vierhöfen
Vierhöfen est une commune allemande de l'arrondissement de Harburg, Land de Basse-Saxe.

## Géographie
Vierhöfen se situe à l'est du parc naturel de la lande de Lunebourg.
| Garstedt   |                 | Radbruch       |
|            | Vierhöfen       | Kirchgellersen |
| Salzhausen | Westergellersen | Kirchgellersen |